# Pseudosicydium
Pseudosicydium là một chi thực vật có hoa trong họ Cucurbitaceae.

## Loài
Chi Pseudosicydium gồm các loài: